# Jan Myjak
Jan Myjak-Myjkowski  (ur. 5 czerwca 1849 w Zagorzynie, zm. 23 lipca 1927 w Lichwinie), działacz ruchu ludowego w Galicji, poeta.

## Życiorys
Pochodził z rodziny chłopskiej, był synem Macieja i Anny z domu Kyrcz i miał trzech braci: Walentego (1843–1916, w latach 1873–1906 profesora Gimnazjum im. Marcina Wadowity w Wadowicach), Antoniego (1851–1940, pracownika Kolei Państwowych we Lwowie) oraz Piotra (1857–1931, prawnika, prezesa sądu w Sarajewie).
Ukończył tylko szkołę ludową – możliwość zapoznania się z polską literaturą (dziełami Mikołaja Reja, Jana Kochanowskiego i autorów romantycznych) zawdzięczał nauczycielowi Adamowi Czarnkowi i proboszczowi parafii w Łącku Tomaszowi Korab-Pociłowskiemu. Odbył służbę wojskową w Innsbrucku, po czym w 1875 roku zadebiutował jako poeta Wierszem górala z Zagorzyna z powodu upadku Polski, który ukazał się w zakupionym w tym samym roku przez ks. Stanisława Stojałowskiego czasopiśmie „Wieniec”.
Myjak wraz z grupą blisko 100 bogatych chłopów z Galicji pojechał na zorganizowaną przez wspomnianego duchownego w celu uczczenia pięćdziesięciolecia kapłaństwa papieża Piusa IX pielgrzymkę do Rzymu; brał też udział w pielgrzymkach do Częstochowy, a nawet do Palestyny. Pod wpływem ks. Stojałowskiego zaangażował się również w działalność społeczną i patriotyczną – czynnie uczestniczył w lwowskich obchodach setnej rocznicy powstania kościuszkowskiego, których ważną częścią były Wystawa Krajowa, zjazd Kółek Rolniczych i odsłonięcie Panoramy Racławickiej.
Myjak reaktywował w rodzinnym Zagorzynie podupadłe kółko rolnicze. 3 lipca 1893 roku został członkiem władz utworzonego przez Jana i Stanisława Potoczków na zjeździe w Nowym Sączu Związku Stronnictwa Chłopskiego – działał w tej roli przez niemal dekadę, do powstania PSL w Rzeszowie w 1903 roku. W 1906 roku sprzedał swój majątek w Zagorzynie i zakupił duże gospodarstwo w Lichwinie w pow. tarnowskim. Jego pierwsza żona, Jadwiga z Gałysów, zmarła kilka lat wcześniej – w przeprowadzce towarzyszyła mu drugą małżonka, Maria ze Zborowskich. Myjak z obu związków dorobił się dwunastki dzieci.
W Lichwinie szybko włączył się do prac społecznych: ożywił zubożałe kółko rolnicze i utworzył przy nim – dzięki pomocy prezesa tarnowskiego oddziału Towarzystwa Szkoły Ludowej – czytelnię TSL, został członkiem Kasy Raiffeisena w nieodległym Tuchowie, a z czasem zainicjował w swej nowej wsi utworzenie samodzielnej parafii oraz budowę kościoła i szkoły. W krzewieniu oświaty w okolicy wspomagali go dwaj mieszkańcy Lichwina: Józef Kita i Jakub Bujak – ojciec prof. Franciszka Bujaka. W tym czasie pod Tarnowem działał też Wincenty Witos – Myjak, porzuciwszy ZSCh, stał się gorącym zwolennikiem tego polityka, który w swych pamiętnikach zaliczył go do grona swych najbardziej oddanych współpracowników.
W 1900 roku Jan Myjak na podstawie dekretu „C.K. Namiestnictwo, dekret 106635 z dn. 22.11.1900 roku” zmienił nazwisko na Myjkowski, idąc w ślady swych braci; podobnie uczyniły jego dzieci urodzone przed 1900 rokiem. Zmarł w Lichwinie 23 lipca 1927 roku i jako jeden z pierwszych został pochowany na założonym wtedy miejscowym cmentarzu.

## Twórczość
Myjak-Myjkowski publikował wiele wierszy w „Wieńcu”, „Pszczółce”, „Włościanienie”, „Ziemi”, „Związku Chłopskim”, „Przyjacielu Ludu” i „Piaście”. W 1900 roku redakcja „Związku Chłopskiego” wydała specjalny dodatek poświęcony osobie i twórczości Jana Myjaka, na którego kartach Ludwik Młynek scharakteryzował jego poezję i podkreślił, że jest to pierwszy w Polsce przypadek jubileuszu dwudziestopięciolecia twórczości chłopa-poety.
Myjak-Myjkowski swój ostatni wiersz napisał w 1927 roku, w wieku 78 lat.

## Wybrane utwory Jana Myjaka-Myjkowskiego
- Wiersz górala z Zagorzyna z powodu upadku Polski
- Sądy trzech stanów
- Polskie kwiaty z niwy ludowe
- Duch czasu – utwór napisany z okazji dwudziestopięciolecia aktywności twórczej Henryka Sienkiewicza
- Związek Chłopski
- Sen górala o Polsce
- Polska-widzenie
- Moim kochanym Przyjaciołom
- Rok nowy, rok ludowy
- Co bym ja ta rad
- O godności stanu chłopskiego
- Powaga stanu, majestat Boży